# Wayne Arthurs
Wayne Arthurs (Adelaide, 18 maart 1971) is een voormalig Australisch professioneel tennisser. Hij zette een punt achter zijn carrière na Wimbledon 2007.
Zijn service was zijn sterkste wapen, volgens Andre Agassi was het zelfs de beste van de wereld. Hij speelde dan ook vaak serve and volley en haalde zijn beste resultaten op snelle ondergronden.
Arthurs was het beste in de dubbel, in zijn carrière wist hij 12 dubbeltitels op zijn naam te zetten. In het enkelspel kon hij slechts één toernooi winnen. In 2005 kon hij de Kroaat Mario Ančić verslaan en won zo het toernooi van Scottsdale. Hij was toen al 33 en daarmee de oudste man die zijn eerste titel won in het enkelspel volgens de ATP Rankings. Op 9 juli 2001 behaalde hij zijn hoogste ranking: plaats 44.
Zijn laatste toernooi speelde hij op Wimbledon 2007. Hij geraakte door de kwalificaties en won in de eerste ronde in 5 sets van Thiemo de Bakker. In de tweede ronde kon hij stunten door de als elfde geplaatste Tommy Robredo te verslaan. In de derde ronde moest hij echter zijn meerdere erkennen in Jonas Björkman.

## Palmares
| Legenda                       | Legenda               |
| ----------------------------- | --------------------- |
| Grand Slam                    |                       |
| Olympische Spelen             |                       |
| tot 2009                      | vanaf 2009            |
| Tennis Masters Cup            | ATP Finals            |
| ATP Masters Series            | ATP Tour Masters 1000 |
| ATP International Series Gold | ATP Tour 500          |
| ATP International Series      | ATP Tour 250          |

| Nr.              | Datum            | Toernooi                    | Ondergrond | Tegenstander in finale | Score            | Details |
| ---------------- | ---------------- | --------------------------- | ---------- | ---------------------- | ---------------- | ------- |
| Gewonnen finales |                  |                             |            |                        |                  |         |
| 1.               | 28 februari 2005 | ATP-toernooi van Scottsdale | Hardcourt  | Mario Ančić            | 7–5, 6–3         | Details |
| Verloren finales |                  |                             |            |                        |                  |         |
| 1.               | 23 juni 2002     | ATP-toernooi van Nottingham | Gras       | Jonas Björkman         | 6-2, 6-7(5), 6-2 | Details |

## Prestatietabel
| Legenda | Legenda                          |
| ------- | -------------------------------- |
| g.t.    | geen toernooi gehouden           |
| l.c.    | lagere categorie                 |
| –       | niet deelgenomen                 |
| G       | uitgeschakeld in de groepsfase   |
| 1R      | uitgeschakeld in de eerste ronde |
| 2R      | uitgeschakeld in de tweede ronde |
| 3R      | uitgeschakeld in de derde ronde  |
| 4R      | uitgeschakeld in de vierde ronde |
| KF      | uitgeschakeld in de kwartfinale  |
| HF      | uitgeschakeld in de halve finale |
| F       | de finale verloren               |
| W       | het toernooi gewonnen            |
| w-v     | winst/verlies-balans             |

### Prestatietabel grand slam, enkelspel
| Toernooi        | 1998 | 1999 | 2000 | 2001 | 2002 | 2003 | 2004 | 2005 | 2006 | 2007 |
| --------------- | ---- | ---- | ---- | ---- | ---- | ---- | ---- | ---- | ---- | ---- |
| Australian Open | –    | 1R   | 1R   | 3R   | 1R   | 2R   | 2R   | 1R   | 1R   | 3R   |
| Roland Garros   | –    | –    | 1R   | 4R   | 2R   | 1R   | 1R   | 1R   | 1R   | –    |
| Wimbledon       | –    | 4R   | 1R   | 1R   | 4R   | 2R   | 1R   | 2R   | 1R   | 3R   |
| US Open         | 2R   | 2R   | 4R   | 1R   | 1R   | 1R   | 1R   | 1R   | –    | –    |

### Prestatietabel grand slam, dubbelspel
| Toernooi        | 1991 | 1992 | 1993 | 1994 | 1995 | 1996 | 1997 | 1998 | 1999 | 2000 | 2001 | 2002 | 2003 | 2004 | 2005 | 2006 | 2007 |
| --------------- | ---- | ---- | ---- | ---- | ---- | ---- | ---- | ---- | ---- | ---- | ---- | ---- | ---- | ---- | ---- | ---- | ---- |
| Australian Open | 1R   | 1R   | 1R   | –    | 1R   | 1R   | 2R   | 2R   | 2R   | 1R   | HF   | 2R   | 1R   | 2R   | 2R   | 1R   | 1R   |
| Roland Garros   | –    | –    | –    | –    | 1R   | 2R   | 2R   | 1R   | KF   | 1R   | 1R   | KF   | HF   | 1R   | KF   | 1R   | 2R   |
| Wimbledon       | –    | –    | –    | 1R   | 1R   | 1R   | 1R   | 2R   | 2R   | 3R   | 2R   | 1R   | KF   | HF   | 1R   | 2R   | 2R   |
| US Open         | –    | –    | –    | –    | 1R   | –    | 1R   | 1R   | 3R   | 3R   | 3R   | 3R   | KF   | 1R   | 3R   | 2R   | –    |